# Edmond Dosti
Edmond Dosti (Tirana, 5 febbraio 1969) è un ex calciatore albanese, di ruolo attaccante.

## Carriera

### Nazionale
Ha collezionato 4 presenze con la nazionale albanese.

## Statistiche

### Presenze e reti nei club
Statistiche aggiornate al 14 ottobre 2007.
| Stagione                | Squadra                 | Campionato              | Campionato | Campionato | Coppa nazionale | Coppa nazionale | Coppa nazionale | Coppe europee | Coppe europee | Coppe europee | Altre coppe | Altre coppe | Altre coppe | Totale | Totale |
| Stagione                | Squadra                 | Comp                    | Pres       | Reti       | Comp            | Pres            | Reti            | Comp          | Pres          | Reti          | Comp        | Pres        | Reti        | Pres   | Reti   |
| ----------------------- | ----------------------- | ----------------------- | ---------- | ---------- | --------------- | --------------- | --------------- | ------------- | ------------- | ------------- | ----------- | ----------- | ----------- | ------ | ------ |
| 1983-1984               | Partizani Tirana        | KP                      | 0          | 0          | CA              | 0               | 0               | -             | -             | -             | -           | -           | -           | 0      | 0      |
| 1984-1985               | Partizani Tirana        | KP                      | 0          | 0          | CA              | 0               | 0               | -             | -             | -             | -           | -           | -           | 0      | 0      |
| 1985-1986               | Partizani Tirana        | KP                      | 0          | 0          | CA              | 0               | 0               | -             | -             | -             | -           | -           | -           | 0      | 0      |
| 1986-1987               | Partizani Tirana        | KP                      | 0          | 0          | CA              | 0               | 0               | -             | -             | -             | -           | -           | -           | 0      | 0      |
| 1987-1988               | Partizani Tirana        | KP                      | 0          | 0          | CA              | 0               | 0               | -             | -             | -             | -           | -           | -           | 0      | 0      |
| 1988-1989               | Laçi                    | KD                      | 32         | 36         | CA              | 0               | 0               | -             | -             | -             | -           | -           | -           | 32     | 36     |
| 1989-1990               | Kastrioti               | KD                      | 0          | 14         | CA              | 0               | 0               | -             | -             | -             | -           | -           | -           | 0+     | 14+    |
| 1990-1991               | Partizani Tirana        | KP                      | 0          | 12         | CA              | 0               | 0               | -             | -             | -             | -           | -           | -           | 0+     | 12+    |
| 1991-1992               | Partizani Tirana        | KP                      | 0          | 0          | CA              | 0               | 0               | CdC           | 2             | 0             | -           | -           | -           | 2+     | 0+     |
| 1992-1993               | Partizani Tirana        | KP                      | 0          | 21         | CA              | 0               | 0               | -             | -             | -             | -           | -           | -           | 0+     | 21+    |
| 1993-gen. 1994          | Partizani Tirana        | KP                      | 0          | 0          | CA              | 0               | 0               | UCL           | 2             | 0             | -           | -           | -           | 2+     | 0+     |
| Totale Partizani Tirana | Totale Partizani Tirana | Totale Partizani Tirana | 0+         | 33+        |                 | 0               | 0               |               | 4             | 0             |             | -           | -           | 4+     | 33+    |
| gen.-giu. 1994          | Jadran Parenzo          | 2. HNL                  | 0          | 0          | CC              | 0               | 0               | -             | -             | -             | -           | -           | -           | 0      | 0      |
| 1994-1995               | Olimpia Lubiana         | 1. SNL                  | 22         | 16         | CS              | 0               | 0               | CU            | 4             | 3             | -           | -           | -           | 26     | 19     |
| 1995-1996               | Vorwärts Steyr          | BL                      | 3          | 0          | CA              | 0               | 0               | Int           | 1             | 0             | -           | -           | -           | 4      | 0      |
| 1996-1997               | Olimpia Lubiana         | 1. SNL                  | 25         | 8          | CS              | 0               | 0               | CdC           | 3             | 0             | SS          | 0           | 0           | 28     | 8      |
| Totale Olimpia Lubiana  | Totale Olimpia Lubiana  | Totale Olimpia Lubiana  | 47         | 24         |                 | 0               | 0               |               | 7             | 3             |             | 0           | 0           | 54     | 27     |
| 1997-1998               | Eisenstadt              | 3L                      | 25         | 11         | CA              | 3               | 1               | -             | -             | -             | -           | -           | -           | 28     | 12     |
| 1998-1999               | Eisenstadt              | 3L                      | 19         | 9          | CA              | 0               | 0               | -             | -             | -             | -           | -           | -           | 19     | 9      |
| 1999-2000               | Eisenstadt              | 4L                      | 0          | 0          | CA              | 0               | 0               | -             | -             | -             | -           | -           | -           | 0      | 0      |
| 2000-2001               | Eisenstadt              | 3L                      | 20         | 13         | CA              | 0               | 0               | -             | -             | -             | -           | -           | -           | 20     | 13     |
| 2001-2002               | Eisenstadt              | 3L                      | 26         | 9          | CA              | 0               | 0               | -             | -             | -             | -           | -           | -           | 26     | 9      |
| Totale Eisenstadt       | Totale Eisenstadt       | Totale Eisenstadt       | 90         | 42         |                 | 3               | 1               |               | -             | -             |             | -           | -           | 93     | 43     |
| 2002-2003               | Rüsselsheim             | 7L                      | 0          | 0          | -               | -               | -               | -             | -             | -             | -           | -           | -           | 0      | 0      |
| 2003-2004               | Sollenau                | 6L                      | 0          | 0          | CA              | 0               | 0               | -             | -             | -             | -           | -           | -           | 0      | 0      |
| 2004-2005               | Köttmannsdorf           | 5L                      | 0          | 0          | CA              | 0               | 0               | -             | -             | -             | -           | -           | -           | 0      | 0      |
| 2005-2006               | Köttmannsdorf           | 5L                      | 0          | 0          | CA              | 0               | 0               | -             | -             | -             | -           | -           | -           | 0      | 0      |
| 2006-2007               | Köttmannsdorf           | 5L                      | 4          | 0          | CA              | 0               | 0               | -             | -             | -             | -           | -           | -           | 4      | 0      |
| Totale Köttmannsdorf    | Totale Köttmannsdorf    | Totale Köttmannsdorf    | 4          | 0          |                 | 0               | 0               |               | -             | -             |             | -           | -           | 4      | 0      |
| Totale carriera         | Totale carriera         | Totale carriera         | 176+       | 149+       |                 | 3               | 1               |               | 12            | 3             |             | 0           | 0           | 191+   | 153+   |

### Cronologia presenze e reti in nazionale
| Cronologia completa delle presenze e delle reti in nazionale ― Albania | Cronologia completa delle presenze e delle reti in nazionale ― Albania | Cronologia completa delle presenze e delle reti in nazionale ― Albania | Cronologia completa delle presenze e delle reti in nazionale ― Albania | Cronologia completa delle presenze e delle reti in nazionale ― Albania | Cronologia completa delle presenze e delle reti in nazionale ― Albania | Cronologia completa delle presenze e delle reti in nazionale ― Albania | Cronologia completa delle presenze e delle reti in nazionale ― Albania |
| Data                                                                   | Città                                                                  | In casa                                                                | Risultato                                                              | Ospiti                                                                 | Competizione                                                           | Reti                                                                   | Note                                                                   |
| ---------------------------------------------------------------------- | ---------------------------------------------------------------------- | ---------------------------------------------------------------------- | ---------------------------------------------------------------------- | ---------------------------------------------------------------------- | ---------------------------------------------------------------------- | ---------------------------------------------------------------------- | ---------------------------------------------------------------------- |
| 1-5-1991                                                               | Tirana                                                                 | Albania                                                                | 0 – 2                                                                  | Cecoslovacchia                                                         | Qual. Euro 1992                                                        | -                                                                      | 64’                                                                    |
| 14-11-1993                                                             | Vilnius                                                                | Lituania                                                               | 3 – 1                                                                  | Albania                                                                | Qual. Mondiali 1994                                                    | -                                                                      | 46’                                                                    |
| 7-9-1994                                                               | Cardiff                                                                | Galles                                                                 | 2 – 0                                                                  | Albania                                                                | Qual. Euro 1996                                                        | -                                                                      | 46’                                                                    |
| 26-4-1995                                                              | Tbilisi                                                                | Georgia                                                                | 2 – 0                                                                  | Albania                                                                | Qual. Euro 1996                                                        | -                                                                      | 83’                                                                    |
| Totale                                                                 |                                                                        | Presenze                                                               | 4                                                                      |                                                                        | Reti                                                                   | 0                                                                      |                                                                        |

## Palmarès

### Club

#### Competizioni nazionali
- Campionato albanese: 1

Partizani Tirana: 1992-1993
- Campionato sloveno: 1

Olimpia Lubiana: 1994-1995
- Coppa d'Albania: 2

Partizani Tirana: 1990-1991, 1992-1993
- Supercoppa di Slovenia: 1

Olimpia Lubiana: 1995

### Individuale
- Capocannoniere del campionato albanese: 1

1992-1993 (20 reti)